# أرتور رويز
أرتور رويز (بالإسبانية: Arturo Ruíz)‏ هو لاعب كرة قدم مكسيكي في مركز الدفاع، ولد في 5 مارس 1990.